# NGC 6746
NGC 6746 is een elliptisch sterrenstelsel in het sterrenbeeld Pauw. Het hemelobject werd op 11 augustus 1836 ontdekt door de Britse astronoom John Herschel.

## Synoniemen
- ESO 141-29
- IRAS 19058-6202
- PGC 62852